# Rihei Sano
Rihei Sano (21. září 1912 – 26. března 1992) je bývalý japonský fotbalista.

## Reprezentace
Rihei Sano odehrál 2 reprezentační utkání. S japonskou reprezentací se zúčastnil letních olympijských her 1936.

## Statistiky
| Japonsko | Japonsko | Japonsko |
| Roky     | Záp.     | Góly     |
| -------- | -------- | -------- |
| 1936     | 2        | 0        |
| Celkem   | 2        | 0        |